# 耶律直魯古
耶律直魯古（12世纪—1213年），是西遼皇帝耶律夷列的次子，史称遼末主。

## 生平

### 国势日衰
直鲁古摄政的姑姑承天太后普速完在崇福十四年（1177年）被殺，耶律直魯古即位，改元天喜（辽史记「天禧」，根据出土钱币或为「天喜」）。政变时他也杀死了他的兄弟，根据志费尼的说法，“他是为了夺得皇位而牺牲的”。
他在位期间西辽逐渐衰败，为了帮助属国花剌子模对抗古尔王朝，西辽二次派兵援助花剌子模，然而西辽军先胜後败，西辽损失惨重。在古尔王朝覆灭後，以花剌子模为首的众多属国也脱离了契丹人的控制；1198年，花剌子模塔乞失攻佔原西喀喇汗國首都布哈拉。1206年，花剌子模的摩诃末沙利用河中地区百姓起义的时机，联合西喀喇汗反辽，但被西辽打败。西喀喇汗奧斯曼向耶律直鲁古的女儿求婚，但遭到拒绝，于是再转向花剌子模。1209年，东部的附庸国高昌回鹘杀死西辽的少监投靠成吉思汗。1210年，花剌子模再次出兵攻打西辽，并在怛邏斯附近打败西辽军队，并俘虏了其主帅塔阳古。从此摩诃末沙威名大震。1211年，葛逻禄首领阿尔斯兰汗投奔成吉思汗。而一向恭顺的附庸国东喀喇汗也起兵造反，西辽不得不出兵镇压，俘虏了东喀喇汗的首领穆罕默德，并囚禁于虎思斡耳朵，才稳定住局势。

### 被逼退位
乃蠻王子屈出律于1208年流亡至西辽，遼末主耶律直鲁古不仅信任他还将女儿嫁给他。天喜三十四年（1211年），屈出律以伏兵八千擒直魯古，強迫遼末主直鲁古讓位，尊他為太上皇，皇后為皇太后。1213年，遼末主直魯古去世。1218年，蒙古攻西遼，殺屈出律，西遼亡。

## 史籍記述
- 《遼史》（卷三十·本紀第三十）：「仁宗次子直魯古即位，改元天禧，在位三十四年。時秋出獵，乃蠻王屈出律以伏兵八千擒之，而據其位。遂襲遼衣冠，尊直魯古為太上皇，皇后為皇太后，朝夕問起居，以侍終焉。直魯古死，遼絕。」
- 《世界征服者史·哈剌契丹的诸汗的兴起和他们的衰亡》（第2卷第10章）：「所有的人都讨厌菊儿汗的长期统治，憎恨他的税吏和地方官……他们一反从前的做法，开始作威作福，无法无天。」